# Txobotarka
Txobotarka (en (ucraïnès): Чоботарка, en rus: Чеботарка) és un poble de la República Autònoma de Crimea a Ucraïna, que el 2014 tenia 202 habitants. Pertany al districte rural de Saki.